# Canadian Rugby Championship 2018
Canadian Rugby Championship 2018 – dziesiąta edycja najwyższej klasy rozgrywkowej w męskim rugby union w Kanadzie. Zawody odbywały się w dniach 27 lipca – 26 sierpnia 2018 roku.

## Informacje ogólne
Schemat i terminarz rozgrywek został opublikowany w marcu 2018 roku. Każda z drużyn – Ontario Blues, Prairie Wolf Pack, Atlantic Rock i BC Bears – rozgrywała dwumecze z zespołem z własnej dywizji o rozstawienie przed półfinałami. Za zwycięstwo, remis i porażkę przysługiwało odpowiednio cztery, dwa i zero punktów, punkt bonusowy można było otrzymać za zdobycie przynajmniej czterech przyłożeń lub też za przegraną nie więcej niż siedmioma punktami.
W finale drużyna Ontario Blues pokonała Atlantic Rock zdobywając tym samym szósty tytuł w historii, brąz po zwycięstwie nad Prairie Wolf Pack otrzymali zawodnicy BC Bears.

## Faza grupowa
| Poz. | Drużyna       | Mecze | Mecze | Mecze | Mecze | Punkty | Punkty | Punkty | Pkt |
| Poz. | Drużyna       | M     | W     | R     | P     | +      | -      | +/-    | Pkt |
| ---- | ------------- | ----- | ----- | ----- | ----- | ------ | ------ | ------ | --- |
| 1.   | Atlantic Rock | 2     | 1     | 0     | 1     | 43     | 44     | -1     | 5   |
| 2.   | Ontario Blues | 2     | 1     | 0     | 1     | 44     | 43     | +1     | 4   |

| Poz. | Drużyna           | Mecze | Mecze | Mecze | Mecze | Punkty | Punkty | Punkty | Pkt |
| Poz. | Drużyna           | M     | W     | R     | P     | +      | -      | +/-    | Pkt |
| ---- | ----------------- | ----- | ----- | ----- | ----- | ------ | ------ | ------ | --- |
| 1.   | BC Bears          | 2     | 1     | 0     | 1     | 63     | 47     | +16    | 6   |
| 2.   | Prairie Wolf Pack | 2     | 1     | 0     | 1     | 47     | 63     | -16    | 5   |

| 27 lipca 201819:00 | Prairie Wolf Pack | 27:24 | BC Bears | Calgary Rugby Park, Calgary |
| 27 lipca 201819:00 |                   | 27:24 |          | Calgary Rugby Park, Calgary |

| 3 sierpnia 201819:00 | BC Bears | 39:20 | Prairie Wolf Pack | Klahanie Park, Vancouver |
| 3 sierpnia 201819:00 |          | 39:20 |                   | Klahanie Park, Vancouver |

| 4 sierpnia 201819:00 | Atlantic Rock | 34:22 | Ontario Blues | Concordia University, Montreal |
| 4 sierpnia 201819:00 |               | 34:22 |               | Concordia University, Montreal |

| 7 sierpnia 201818:45 | Ontario Blues | 22:9 | Atlantic Rock | Sherwood Forest Park, Burlington |
| 7 sierpnia 201818:45 |               | 22:9 |               | Sherwood Forest Park, Burlington |

## Faza pucharowa
|  |                   |                   |               |                   |    |               |               |       |
|  | Półfinały         | Półfinały         | Półfinały     |                   |    | Finał         | Finał         | Finał |
|  | Półfinały         | Półfinały         | Półfinały     |                   |    | Finał         | Finał         | Finał |
|  | 23 sierpnia 2018  |                   |               |                   |    |               |               |       |
|  |                   |                   |               |                   |    |               |               |       |
|  | Atlantic Rock     | Atlantic Rock     | 31            |                   |    |               |               |       |
|  | Atlantic Rock     | Atlantic Rock     | 31            | 26 sierpnia 2018  |    |               |               |       |
|  | Prairie Wolf Pack | Prairie Wolf Pack | 14            |                   |    |               |               |       |
|  | Prairie Wolf Pack | Prairie Wolf Pack | 14            |                   |    | Atlantic Rock | Atlantic Rock | 17    |
|  | 23 sierpnia 2018  |                   |               |                   |    | Atlantic Rock | Atlantic Rock | 17    |
|  |                   |                   | Ontario Blues | Ontario Blues     | 22 |               |               |       |
|  | BC Bears          | BC Bears          | Ontario Blues | Ontario Blues     | 22 | 36            |               |       |
|  | BC Bears          | BC Bears          |               |                   |    |               |               |       |
|  | Ontario Blues     | Ontario Blues     | 58            |                   |    |               |               |       |
|  | Ontario Blues     | Ontario Blues     | 58            | Mecz o 3. miejsce |    |               |               |       |
|  |                   |                   |               |                   |    |               |               |       |
|  | 26 sierpnia 2018  |                   |               |                   |    |               |               |       |
|  |                   |                   |               |                   |    |               |               |       |
|  | BC Bears          | BC Bears          | 48            |                   |    |               |               |       |
|  | BC Bears          | BC Bears          | 48            |                   |    |               |               |       |
|  | Prairie Wolf Pack | Prairie Wolf Pack | 32            |                   |    |               |               |       |
|  | Prairie Wolf Pack | Prairie Wolf Pack | 32            |                   |    |               |               |       |

Półfinały
| 23 sierpnia 201819:00 | Atlantic Rock | 31:14 | Prairie Wolf Pack | Calgary Rugby Park, Calgary |
| 23 sierpnia 201819:00 |               | 31:14 |                   | Calgary Rugby Park, Calgary |

| 23 sierpnia 201817:00 | BC Bears | 36:58 | Ontario Blues | Calgary Rugby Park, Calgary |
| 23 sierpnia 201817:00 |          | 36:58 |               | Calgary Rugby Park, Calgary |

Mecz o 3. miejsce
| 26 sierpnia 201812:00 | BC Bears | 48:32 | Prairie Wolf Pack | Calgary Rugby Park, Calgary |
| 26 sierpnia 201812:00 |          | 48:32 |                   | Calgary Rugby Park, Calgary |

Finał
| 26 sierpnia 201814:00 | Atlantic Rock | 17:22 | Ontario Blues | Calgary Rugby Park, Calgary |
| 26 sierpnia 201814:00 |               | 17:22 |               | Calgary Rugby Park, Calgary |